# Eugen Wollfarth
Eugen Wollfarth (* 9. September 1958 in Karlsruhe) ist ein deutscher Diplomat im Ruhestand. Er war von 2013 bis 2016 Botschafter in Kuwait und von 2020 bis 2024 Botschafter in Uruguay.

## Leben
Wollfarth absolvierte nach dem Abitur zwischen 1977 und 1978 seinen Wehrdienst bei der Bundeswehr und begann danach 1979 ein Studium des Wirtschaftsingenieurwesens, das er 1986 mit einem Diplom abschloss. Danach begann er 1986 den Vorbereitungsdienst für den höheren Auswärtigen Dienst und legte 1988 die Laufbahnprüfung ab. Nach einer darauf folgenden Verwendung an der Botschaft Bogotá (Kolumbien) sowie zwischen 1991 und 1992 an der Botschaft Belgrad (Jugoslawien) war er von 1992 bis 1995 Referent in der Zentrale des Auswärtigen Amtes, ehe er von 1995 bis 1999 Leiter des Wirtschaftsdienstes an der Botschaft Santiago de Chile war.
Anschließend war Wollfarth zwischen 1999 und 2001 an der Botschaft Washington (USA) tätig und dann nach einer weiteren Verwendung im Auswärtigen Amt in Berlin zwischen 2005 und 2007 Leiter des Deutschen Verbindungsbüros im Kosovo. Danach war er von 2007 bis 2010 erneut in der Zentrale des Auswärtigen Amtes in Berlin tätig.  Von 2010 bis 2013 war er im Rang eines Botschafters als Leiter der OSZE Mission in Albanien mit Sitz in Tirana im Einsatz.
Im Juli 2013 wurde Wollfarth Botschafter der Bundesrepublik Deutschland in Kuwait, wechselte 2016 als Gesandter und ständiger Vertreter des Leiters an die Botschaft Ottawa (Kanada) und wurde 2018 zum Generalkonsul in Karatschi, Pakistan ernannt. Mitte 2020 wurde er Botschafter der Bundesrepublik Deutschland in Montevideo, Uruguay. Im Sommer 2024 wurde Wollfarth in den Ruhestand versetzt. Ihm folgte Stefan Duppel als Leiter der Botschaft Montevideo in Uruguay.
Wollfarth ist verheiratet und hat zwei Kinder.